# Morningrise
Morningrise es el segundo álbum del grupo sueco Opeth. Fue producido nuevamente por Dan Swanö en Unisound Studio, Finspång. Luego del lanzamiento de este álbum, Johan DeFarfella fue despedido de la banda y Anders Nordin se retira para irse a Brasil.

## Lista de canciones
1. "Advent" – 13:45
2. "The Night and the Silent Water" – 11:00
3. "Nectar" – 10:09
4. "Black Rose Immortal" – 20:14
5. "To Bid You Farewell" – 10:57

### Lista de canciones de la versión remasterizada
1. "Advent" – 13:45
2. "The Night and the Silent Water" – 11:00
3. "Nectar" – 10:09
4. "Black Rose Immortal" – 20:14
5. "To Bid You Farewell" – 10:57
6. "Eternal Soul Torture" – 8:35

## Personal
- Mikael Åkerfeldt - guitarra y voces
- Johan DeFarfalla - bajo
- Anders Nordin - batería
- Peter Lindgren - guitarra

- Datos: Q18611